# Real Shit
«Real Shit» es una canción del cantante estadounidense Juice Wrld y del productor musical estadounidense Benny Blanco. Fue producido por Blanco, Cashmere Cat, Dylan Brady, Henry Kwapis y Jack Karaszewski, todos los cuales coescribieron la canción con Juice Wrld. Fue lanzado a los minoristas digitales como sencillo por Grade A Productions e Interscope Records el 2 de diciembre de 2020.

## Antecedentes
"Real Shit" fue lanzado en lo que habría sido el vigésimo segundo cumpleaños de Wrld. Si bien Wrld y Blanco han colaborado en el pasado en "Graduation" y "Roses", Blanco reveló que la canción póstuma fue la primera canción que grabaron, aunque el lanzamiento comercial es una versión actualizada de la grabación original con más músicos contribuyendo a la producción.
Hicieron unas seis canciones en la primera noche, incluyendo "Roses" y "Real Shit", la última de las cuales fue "la primera vez que [Blanco] vio la magia [de Wrld]". Blanco dijo que "toda la habitación se quedó boquiabierta y miró [a Wrld] con asombro", sabiendo que "estaban en la habitación con un hombre que iba a cambiar la música para siempre". Wrld entró en la cabina vocal y grabó la canción completa en una sola toma, luego lo hizo tres veces más y dijo: "Elige la mejor". Blanco dijo que "todas eran canciones perfectas".

## Composición
"Real Shit" es una canción pop punk y trap con una duración de tres minutos y tres segundos. Líricamente, Wrld reflexiona sobre su vida, celebra momentos más felices y cuenta sus bendiciones.

## Posicionamiento en lista
| Lista (2020-2021)                           | Posiciones |
| ------------------------------------------- | ---------- |
| Australia (ARIA)                            | 52         |
| Bélgica (Flandes) (Ultratip Bubbling Under) | 34         |
| Canadá (Canadian Hot 100)                   | 52         |
| Global 200 (Billboard)                      | 79         |
| Ireland (IRMA)                              | 57         |
| New Zealand Hot Singles (RMNZ)              | 4          |
| Portugal (AFP)                              | 159        |
| Sweden Heatseeker (Sverigetopplistan)       | 1          |
| Reino Unido (UK Singles Chart)              | 75         |
| Estados Unidos (Billboard Hot 100)          | 72         |
| Estados Unidos (Hot R&B/Hip-Hop Songs)      | 18         |
| US Rolling Stone Top 100                    | 67         |